# Adrastea (planetka)
(239) Adrastea je jedna z planetek hlavního pásu. Byla objevena 18. srpna 1884 Johannem Palisou.
Jméno je odvozeno z řecké mytologie (krétská nymfa Adrásteia, která společně s Ide vychovala Dia).
Planetka má průměr 42 km, povrch je tmavý, albedo je 0,078. Okolo svojí osy se otočí za 18 hodin 21 minut.